# Formules van Frenet-Serret

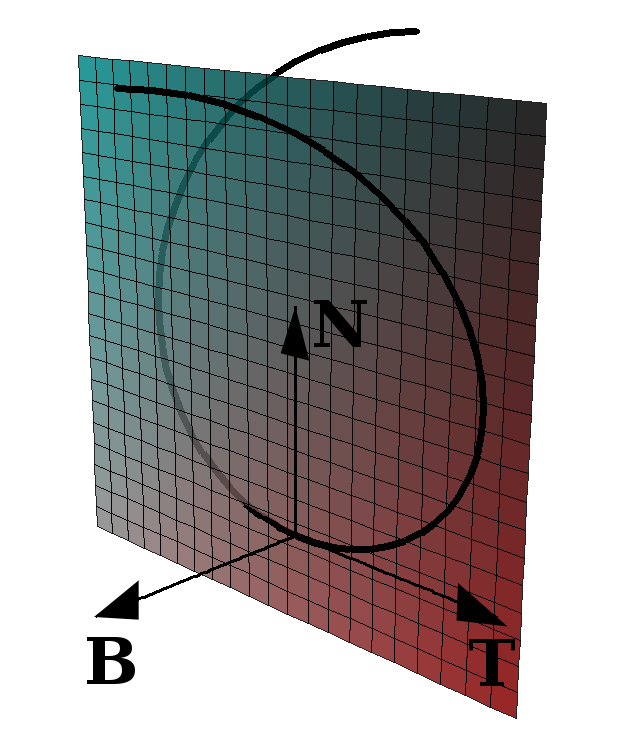
Een ruimtekromme, de vectoren en en het osculatievlak opgespannen door en

In de vectoranalyse beschrijven de formules van Frenet-Serret de kinematische eigenschappen van een deeltje dat zich langs een continue, differentieerbare ruimtekromme in de drie-dimensionale Euclidische ruimte {\displaystyle \mathbb {R} ^{3}} beweegt. Meer in het algemeen beschrijven de formules de afgeleiden van de zogenaamde tangentiële, normale en binormale eenheidsvectoren in termen van elkaar. De formules zijn genoemd naar de twee Franse wiskundigen die ze onafhankelijk van elkaar ontdekten: Jean Frédéric Frenet, in zijn proefschrift uit 1847, en Joseph Alfred Serret in 1851. De vectornotatie en lineaire algebra die momenteel worden gebruikt om deze formules op te schrijven, was op het ogenblik van de ontdekking van de formules van Frenet en Serret nog niet in gebruik.
Het zogenaamde Frenet-Serret-coördinatenstelsel wordt bepaald door de drie eenheidsvectoren {\displaystyle {\vec {T}},} langs de raaklijn, {\displaystyle {\vec {N}}} de normaalvector en de binormaalvector {\displaystyle {\vec {B}},} die loodrecht op elkaar staan. Zij zijn gedefinieerd door:
- {\displaystyle {\vec {T}}} is de eenheidsvector die raakt aan de kromme en in de bewegingsrichting wijst;
- {\displaystyle {\vec {N}}} is de afgeleide van {\displaystyle {\vec {T}}} met betrekking tot de booglengte parameter van de kromme, gedeeld door de lengte;
- {\displaystyle {\vec {B}}={\vec {T}}\times {\vec {N}},} het  kruisproduct van {\displaystyle {\vec {T}}} en {\displaystyle {\vec {N}}.}

De formules van Frenet-Serret zijn
{\displaystyle {\frac {\mathrm {d} {\vec {T}}}{\mathrm {d} s}}=\kappa {\vec {N}}}
{\displaystyle {\frac {\mathrm {d} {\vec {N}}}{\mathrm {d} s}}=-\kappa {\vec {T}}+\tau {\vec {B}}}
{\displaystyle {\frac {\mathrm {d} {\vec {B}}}{\mathrm {d} s}}=-\tau {\vec {N}}}
waarin {\displaystyle \mathrm {d} /\mathrm {d} s} de afgeleide met betrekking tot de booglengte is, {\displaystyle \kappa } de kromming en {\displaystyle \tau } de torsie van de krommen is.